# کارگینو (شهرستان نوریمانوفسکی، باشقیرستان)
کارگینو (انگلیسی: Kargino, Nurimanovsky District, Republic of Bashkortostan) یک شهرک در شهرستان نوریمانوفسکی استان باشقیرستان کشور روسیه است.